# Jingi-kan
De Jingi-kan (神祇官) was het departement van godsdienst, een van de twee belangrijkste departementen volgens de Ritsuryo wetgeving in het Japan van de 8ste eeuw. Het andere departement was de Daijō-kan, het departement van staat.
Hoewel de Jingi-kan in theorie op hetzelfde niveau stond als de Daijō-kan, stond het in de praktijk onder het bestuur van de Daijō-kan.
De Jingi-kan beheerde de geestelijkheid en de shintorituelen van het hele land. Aan het hoofd stond de Jingi-haku (神祇伯). Van de 10de tot de 15de eeuw was de positie continu in handen van de Hakuo clan uit Shirakawa. 
Het departement verloor tijdens de feudale periode enorm aan invloed. 
Het was opnieuw ingesteld tijdens de Meijiperiode in 1869. Het departement werd verscheidene malen hervormd en hernoemd, en werd uiteindelijk op 21 februari, 1946 opgeheven. Vanaf de volgende dag nam de Associatie van Shinto Heiligdommen de administratie van de heligdommen over.